# ژولز زوونکا
ژولز زوونکا (انگلیسی: Jules Zvunka؛ زادهٔ ۱۷ اوت ۱۹۴۱) بازیکن فوتبال اهل فرانسه است.
از باشگاه‌هایی که در آن بازی کرده‌است می‌توان به باشگاه فوتبال المپیک مارسی و باشگاه فوتبال متس اشاره کرد.